# مات وليامز (صحفي رياضي)
مات وليامز (بالإنجليزية: Matt Williams)‏ هو صحفي رياضي بريطاني، ولد في 1971 في ساوثبورت ‏ في المملكة المتحدة.